# Infinity the Game
Infinity the Game (även Infinity: A Skirmish Game) är ett science fiction-figurspel producerat av Corvus Belli. Historien utspelar sig ungefär 175 år in i framtiden. Storleken på figurerna är 28 mm, och till skillnad från Warhammer kan spelarna agera flexibelt och vara involverade i spelet oavsett vems tur det är.